# LOSC Lille
Il LOSC Lille, meglio noto come Lille (in italiano Lilla), è una società calcistica francese della città di Lilla. Milita nella Ligue 1, la massima divisione del campionato francese.
Fondato nel 1944 dalla fusione di Olympique Lillois (che nel 1932-1933 vinse il primo campionato francese) e Fives, nella sua storia il Lilla ha vinto quattro campionati francesi (1945-1946, 1953-1954, 2010-2011, 2020-2021), sei Coppe di Francia (1945-1946, 1946-1947, 1947-1948, 1952-1953, 1954-1955, 2010-2011) e una Supercoppa di Francia (2021), oltre a una Coppa Intertoto nel 2004.
Gioca le proprie partite casalinghe allo stadio Pierre Mauroy di Villeneuve-d'Ascq, impianto da oltre 50 000 posti a sedere che dal 2012 ha rimpiazzato lo Stadium Lille Métropole.

## Storia

### Esordi (1941-1944)
Il 25 maggio 1941 nacque l'Olympique Iris Club Lillois (OICL), dalla fusione tra l'Olympique Lillois (OL), fondato nel 1902, con l'Iris Club lilloissoix, fondato nel 1898. Il nuovo club prese parte al campionato francese nel 1941-1942 e nel 1942-1943. Il regime di Vichy, su ordine di Joseph Pascot bandì le società sportive professionistiche. L'attività dell'OICL, privata dei suoi migliori calciatori, entrati a far parte della squadra federale di Lille-Flandres per la stagione 1943-1944, continuò a livello amatoriale. Come le altre squadre attive sino ad allora a livello professionistico, il Lilla poté tuttavia partecipare alla Coppa di Francia, dove fu eliminata ai sedicesimi di finale, sconfitta per 3-2 dopo i tempi supplementari dalla squadra federale di Montpellier-Languedoc.
Il club fu fondato il 23 settembre 1944 dalla fusione dell'Olympique Lillois con il Fives (fondato nel 1901), squadra del quartiere Lille Fives, con il nome di Stade lillois, cambiato poco dopo in Lille Olympique Sporting Club. Il club, che fu registrato il 25 novembre 1944, partecipò a nove partite amichevoli e alla prima giornata del campionato bellico 1944-1945.

### Epoca d'oro (1944-1954)
Nei primi anni di vita la squadra riuniva promettenti calciatori provenienti dal SC Fives e dall'Olympique lillois, quasi tutti originari della regione. Al timone c'era l'ex presidente del SC Fives, Louis Henno, che chiamò l'inglese George Berry ad allenare la squadra. Il successo fu immediato. Nel primo anno di vita la compagine di Lilla raggiunse la finale della Coppa di Francia 1944-1945, dove fu sconfitto per 3-0 allo Stadio olimpico Yves du Manoir di Colombes, il 6 maggio 1945, dal più esperto RC Paris.
Nella stagione successiva la squadra migliorò il risultato dell'annata precedente. Nel 1946 mise infatti in bacheca la sua prima Coppa di Francia battendo in finale il Red Star, e il campionato, vinto davanti al Saint-Étienne con René Bihel capocannoniere (28 gol in 26 partite). La squadra, definita dalla stampa "macchina da guerra", ottenne così il primo double della propria storia. George Berry, stanco delle pressioni subite dal presidente, decise però di lasciare il club alla fine della stagione e fu sostituito da André Cheuva, ex calciatore di Olympique lillois e SC Fives.
Nel 1946-1947 la squadra chiuse al quarto posto e rivinse la Coppa di Francia battendo in finale per 2-0 lo Strasburgo. Nel 1947-1948 ottenne la terza vittoria consecutiva in Coppa di Francia sconfiggendo in finale gli arcirivali del Lens, mentre in campionato lasciò la vetta all'Olympique Marsiglia, sebbene per un solo punto in classifica. Nel 1948-1949 la squadra raggiunse la quinta finale consecutiva in Coppa di Francia, dove fu sconfitta dal RC Paris, e in campionato si piazzò ancora seconda, dietro allo Stade Reims. Dopo due altri secondi posti in campionato nel 1950 e nel 1951 e una finale di Coppa Latina persa nel 1951 a Milano contro il Milan del Gre-No-Li, nel 1953 rivinse la Coppa di Francia battendo per 2-1 il Nancy di fronte a 60.000 spettatori. Nel 1954 vinse il suo secondo titolo nazionale davanti a Bordeaux e Stade de Reims, con questi ultimi vittoriosi in finale di Coppa Charles Drago proprio contro il Lilla, migliore difesa del campionato con 22 gol incassati in 34 partite.

### Declino sportivo ed economico (1954-1969)
Dopo queste gloriose annate nel periodo immediatamente successivo alla seconda guerra mondiale, il Lilla visse all'ombra dei rivali locali del Lens anche a livello nazionale.
Nel 1954 il club attraversò il primo periodo di difficoltà. La reputazione del Lilla fu gravemente intaccata dall'affaire Zakariás, un clamoroso abbaglio della dirigenza, che ingaggiò a propria insaputa un ex militare dell'esercito cecoslovacco, che indusse il club a credere che si trattasse del giocatore József Zakariás, componente della grande nazionale ungherese dell'epoca. L'inganno venne a galla grazie a un telegramma del vero Zakariás mandato da Budapest, ma ormai era troppo tardi: il Lilla, che aveva presentato il finto calciatore in pompa magna il 31 luglio 1954, era divenuto oggetto di scherno in tutta la Francia.

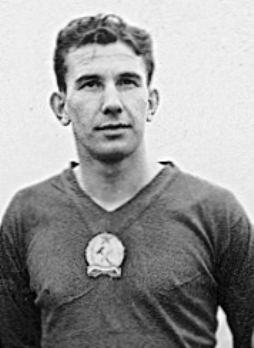
L'ungherese József Zakariás, al centro di un "caso" nel 1954

Nel 1954, inoltre, la partenza di Cor van der Hart, pilastro della difesa lillese per quattro anni, indebolì considerevolmente la retroguardia della squadra, che concluse il campionato successivo al sedicesimo posto (con la tredicesima difesa del torneo per reti subite), peggiore risultato fino a quel momento nella storia del club. Il piazzamento costrinse la compagine dell'Alta Francia a spareggiare con lo Stade Rennais per conservare il posto in massima serie, spareggio conclusosi con un successo. Malgrado la caotica annata in campionato, in Coppa di Francia arriva il quinto trionfo in dieci anni, grazie alla vittoria in finale contro il Bordeaux.
La stagione 1955-1956 è quella della prima retrocessione. Dilaniato da conflitti interni, con ammutinamenti di giocatori che si rifiutavano di scendere in campo, e fiaccato dalla perdita di autorità di Louis Henno, pesantemente contestato, il sodalizio lillese terminò sedicesimo e dovette spareggiare contro l'US Valenciennes-Anzin, giunta terza in seconda serie, per mantenere la categoria. Sconfitto per 1-0 all'andata, il Lille si impose per 2-1 al ritorno, ma nella terza e decisiva partita fu battuto per 4-0 e finì in Division 2 per la prima volta nella sua storia.
Rilevanti furono le conseguenze della retrocessione: i migliori elementi della rosa abbandonarono il club, misura necessaria per motivi economici. Particolarmente esosa fu la cessione di Jean Vincent, ceduto allo Stade de Reims per 19 milioni di franchi, record per il calcio francese dell'epoca. La situazione finanziaria via via più complicata impedì, tuttavia, di ricostruireun organicodi livello, tanto che fu inaugurato un periodo di salite e discese. Nel 1956-1957, battendo lo Stade Rennais al play-off dopo il terzo posto in campionato, il Lille tornò in massima serie, ma, dopo il sesto posto del 1957-1958, retrocesse nuovamente nel 1959 a causa della diciottesima e ultima piazza. Seguirono cinque anni in seconda divisione, con il club afflitto ancora da pesanti debiti (50 milioni di franchi), anche se la squadra riuscì a vincere la Coppa Gambardella nel 1960 contro l'Union Sportive Quevillaise e partecipò per la prima volta alla Coppa anglo-franco-scozzese, dove perse contro il Middlesbrough per 6-2 tra andata e ritorno.
Il presidente Jean Denis investì ben 70 milioni di franchi e riuscì nel 1964 a far tornare il Lille in massima serie, grazie alla vittoria, la prima nella storia del club, del campionato di Division 2. I tre anni successivi videro la squadra piazzarsi nona, diciottesima (con salvezza ottenuta vincendo il girone di spareggio) e decima. Nel 1967-1968 la squadra retrocesse nuovamente in seconda divisione, giungendo diciannovesima in massima serie, e nel 1968-1969 cadde in Championnat de France amateur a causa del tredicesimo posto in seconda divisione. Malgrado gli sforzi del presidente Barbieux, il club fu incapace di pagare gli stipendi dei calciatori e abbandonò il professionismo il 23 giugno 1969.

### Ritorno in Division 2 e poi in Division 1 (1969-1980)
Nel 1969-1970 il LOSC partecipò dunque al campionato di terza serie, primo livello non professionistico del calcio francese, e chiuse decimo su quindici squadre. Con il sostegno del sindaco di Lilla, riuscì a entrare nel novero dei diciannove club selezionati dalla Fédération Française de Football e dalla Ligue de Football Professionnel per comporre la nuova Division 2, allargata a 48 squadre.
Dopo questa decisione della federazione, il LOSC ricostituì la propria squadra professionistica e ripartì su nuove fondamenta. Il presidente Barbieux rinunciò a gran parte dei crediti che vantava nei confronti del club e abbandonò il proprio. Negli anni '70 la squadra visse dunque una serie di promozioni e retrocessioni consecutive. In questo decennio, inoltre, i conti del sodalizio furono quasi sempre in rosso. Per far fronte a un passivo di 700 000 franchi, all'inizio dell'annata 1969-1970 fu creato un comitato di sostegno in cui figuravano personalità del calibro di Guy Lux e Annie Cordy, che organizzò una serie di amichevoli con club prestigiosi quali l'Anderlecht, il Feyenoord, lo Standard Liegi e l'Olympique Marsiglia, allo scopo di rimpinguare le casse del club, ma i risultati in termini di biglietti venduti furono inferiori alle attese. Grazie a una sovvenzione di 250 000 franchi e un prestito del Comune di Lilla pari a 750 000 franchi, nella stagione 1970-1971 la situazione fu in gran parte risanata, ma nel 1973 fu necessario un nuovo ingresso di denaro per ripianare un debito che ammontava a 6 milioni di franchi.
Piazzatosi primo nel gruppo nord di Division 2 nel 1970-1971, il club tornò dunque in massima serie, ma la retrocessione fu immediata, a causa del diciottesimo posto. Una nuova promozione svanì per un solo punto nel 1972-1973, ma nel 1973-1974 la squadra vinse il campionato di Division 2 e tornò in Division 1. Seguirono due tredicesimi posti in massima divisione e il diciannovesimo del 1976-1977, che provocò un altro declassamento. Il terzo titolo di Division 2 in quindici anni (primo posto nel gruppo B di Division 2) consentì al Lilla, nel 1977-1978, di fare ritorno nella categoria di vertice.
Il club sarebbe rimasto nella massima serie francese per i successivi diciannove anni. Nel 1978-1979 sfiorò l'accesso alle coppe europee con il sesto posto, a quattro punti dai primi club qualificati alla Coppa UEFA, in una stagione contraddistinta da prestigiose vittorie casalinghe contro i campioni in carica del Monaco e contro il Saint-Étienne; nel corso dell'annata la squadra contese per un periodo il titolo a Nantes e Strasburgo.

### Il LOSC come società pubblica (1980-1997)

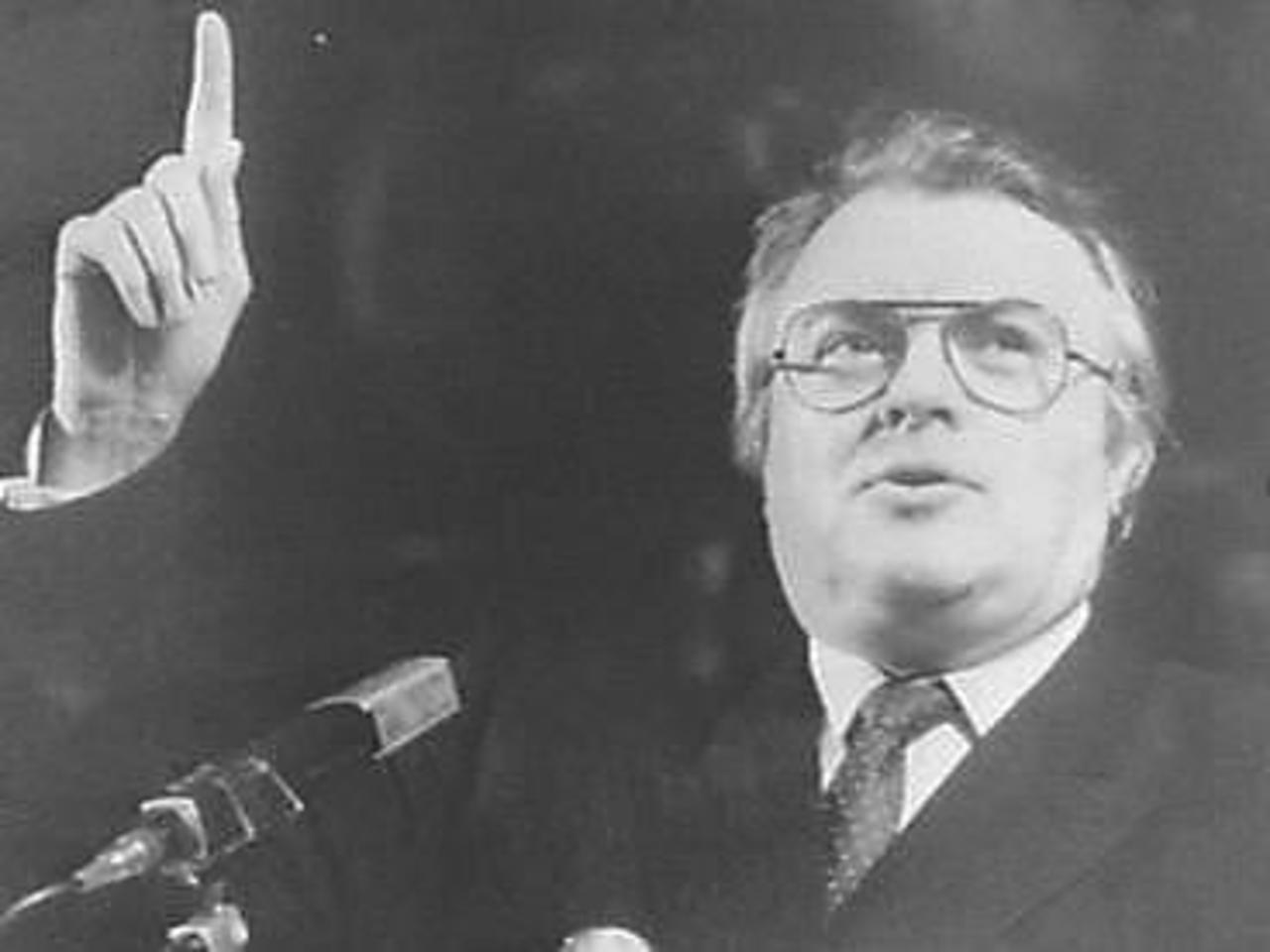
Pierre Mauroy, sindaco di Lilla, trasformò il LOSC in una SAEMS nel 1980

Nel 1980 il club divenne una société anonyme d'économie mixte sportive (SAEMS) con il Comune di Lilla quale maggiore azionista. Grazie alla ritrovata stabilità finanziaria, la squadra riuscì a giocare con continuità in massima serie e realizzò, nel corso del decennio seguente, qualche exploit, quale il raggiungimento della finale di Coppa di Francia nel 1982-1983 e nel 1984-1985, oltre ai quarti di finale raggiunti nel 1986-1987 e nel 1987-1988. Ciononostante i piazzamenti in campionato furono mediocri, dato che il Lilla non andò mai oltre la seconda metà della classifica, lottando spesso per la salvezza.
Nel 1991 la squadra, guidata da Jacques Santini, raggiunse il sesto posto in Division 1, a soli due punti da un piazzamento in zona europea. Fu l'unica apparizione del Lilla nella prima metà della classifica finale negli anni '90. I vari allenatori succedutisi sulla panchina del club dell'Alta Francia non riuscirono, infatti, a replicare il risultato di Santini: il Lilla oscillò tra il 13º e il 17º posto finale della graduatoria.
Nello stesso periodo il sodalizio lillese attraversò una crisi finanziaria, che si aggravò fino al rischio di fallimento. Bernard Lecomte, nominato dal Comune, assunse la presidenza del club nel 1994 e l'anno dopo scongiurò la retrocessione per insolvenze, paventata dalla DNCG, con il sostegno della città di Lilla e dell'associazione intercomunale CUDL, nonché del Consiglio regionale del Nord-Passo di Calais. Egli deliberò un piano di rientro che avrebbe dovuto far saldare il debito di 70 milioni di franchi entro il 1998. In questo periodo di austerità la Ligue de Football Professionnel impose un parziale blocco ai trasferimenti al LOSC, che dovette cedere i calciatori più quotati, tra cui Antoine Sibierski e Miladin Bečanović, e dedicarsi allo sviluppo del proprio vivaio.
Nel 1995-1996 la squadra evitò per il rotto della cuffia la retrocessione, sventata per un solo punto grazie a due successi sui campi dell'Auxerre e del Paris Saint-Germain, che in quella stagione si laurearono rispettivamente campione e vice-campione di Francia. Alla fine del campionato 1996-1997, però, la retrocessione divenne realtà, a causa del penultimo posto. Il sindaco di Lilla chiese allora a Bernard Lecomte di predisporre la privatizzazione del club, contattando le imprese interessate.

### Privatizzazione e rinascita (1997-2002)
Nel 1998 la società adottò la denominazione LOSC Lille Métropole.

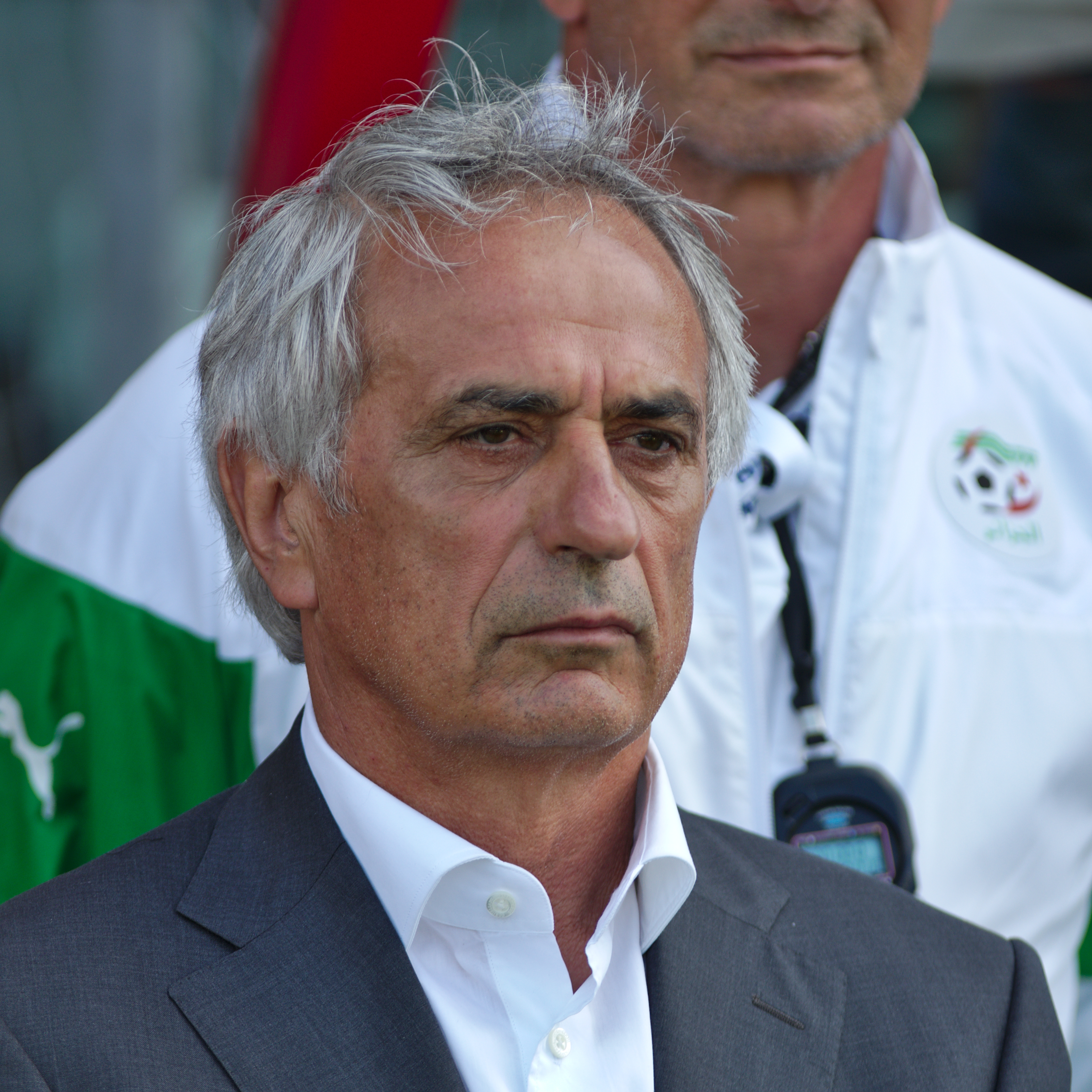
Vahid Halilhodžić, ingaggiato nel 1998, prende il LOSC in seconda serie e in tre anni lo conduce alla qualificazione alla UEFA Champions League

Seguirono due quarti posti consecutivi: nel 1997-1998 la squadra finì un punto sotto il Sochaux; nel 1998-1999 il Lilla fu penalizzato dalla peggiore differenza reti rispetto al Troyes, malgrado l'arrivo dell'allenatore Vahid Halilhodžić fosse stato un fatto molto positivo per la squadra. La promozione fu finalmente centrata nel 1999-2000, quando, grazie a una difesa granitica, il Lilla chiuse in vetta un campionato dominato, con sedici punti di vantaggio sulla seconda classificata.
Nel frattempo la société anonyme d'économie mixte sportive cambiò denominazione nel 1998, divenendo LOSC Lille Métropole. La decisione era motivata dalla nuova politica incentrata sulla comunità urbana di Lilla, secondo la quale i club sportivi del circondario dovevano recare nel proprio nome la dicitura Lille Métropole.
Dal 1999 la procedura di privatizzazione del club subì una netta accelerazione. Il sindaco si oppose a vari acquirenti interessati a rilevare la quota di maggioranza appartenente al Comune. Annullata dal prefetto del dipartimento del Nord durante l'estate del 1999, la cessione del club agli investitori Luc Dayan e Francis Graille si concretizzò il 13 dicembre dello stesso anno.
Sul campo il LOSC fu la squadra sorpresa della Division 1 nella stagione 2000-2001, di cui fu la migliore difesa e in cui fu in testa alla classifica per quasi due mesi. Il campionato fu chiuso con uno storico terzo posto, che diede accesso ai preliminari di UEFA Champions League. Nella stagione seguente il percorso europeo partì dunque dal terzo turno preliminare di Champions contro gli italiani del Parma, che furono sconfitti dai francesi per 2-0 al Tardini per poi vincere inutilmente in trasferta per 1-0. Ammessa nel girone G del torneo, il Lilla si classificò terzo precedendo l'Olympiacos e retrocedendo in Coppa UEFA, dove eliminò la Fiorentina e fu poi estromesso dal torneo dal Borussia Dortmund per via della regola dei gol fuori casa.
Nel 2002 Francis Graille decise di cedere le proprie quote del club, rilevate da Michel Seydoux, che divenne azionista di minoranza del LOSC e assunse la presidenza del club il 24 aprile dello stesso anno. Halilhodžić decise di lasciare la squadra alla fine del campionato 2001-2002, chiuso al quinto posto, e fu rimpiazzato da Claude Puel.

### Ribalta nazionale ed europea (2002-2011)
Nella prima stagione di Puel il club fu finalista sconfitto in Coppa Intertoto 2002 e, indebolito dalle tante cessioni, terminò quattordicesimo in campionato. Nel 2003-2004 la squadra ottenne, invece, la decima piazza, qualificandosi, dopo il ritiro dell'Olympique Marsiglia, alla Coppa Intertoto 2004, che vinse battendo in una delle tre finali i portoghesi dell'União Leiria (0-0 in casa e 2-0 fuori casa). Il successo consentì al club di qualificarsi alla Coppa UEFA 2004-2005, dove raggiunse gli ottavi di finale, mentre il campionato 2004-2005 fu chiuso al secondo posto, alle spalle del Lione, raggiungendo la qualificazione alla UEFA Champions League.

Il logo del Lilla in uso dal 2002 al 2012

Dopo aver ristabilito l'equilibrio finanziario e societario del LOSC, Luc Dayan lasciò la presidenza e all'inizio del 2004 vendette le proprie quote a Isidore Partouche e Michel Seydoux, nuovi azionisti di maggioranza del sodalizio lillese. Seydoux decise di creare un nuovo centro di allenamento e formazione per promuovere lo sviluppo del settore giovanile.
Nel 2005-2006 la squadra terminò al terzo posto il girone di UEFA Champions League ed ebbe accesso così alla Coppa UEFA, dove fu eliminata dal Siviglia poi vincitore della manifestazione (2-1 il risultato complessivo). È da segnalare la vittoria ottenuta il 2 novembre 2005 contro il Manchester Utd nella fase a gironi, risultato storico per il club lillese, che proprio allo United tolse il terzo posto nel gruppo. Nella Ligue 1 2005-2006 il terzo posto garantì al LOSC una nuova partecipazione alla Champions, la terza in cinque anni. Il Lilla conseguì la terza piazza alle spalle del Lione e del Bordeaux pur avendo sconfitto il Lione campione sia all'andata in trasferta (3-1) che al ritorno in casa (4-0) e i rivali girondini.
Eliminando i macedoni del Rabotnički nel terzo turno preliminare della UEFA Champions League 2006-2007, per il secondo anno consecutivo il Lilla guadagnò l'accesso alla fase a gironi della massima competizione calcistica europea. Nell'ultima partita del girone, battendo il Milan già qualificato (e poi vincitore del trofeo) per 2-0 a San Siro, riuscì a centrare una storica qualificazione agli ottavi di finale, dove la squadra francese fu eliminata dal Manchester United. Terza in campionato all'inizio di marzo, in Ligue 1 la squadra concluse al decimo posto, ottenendo solo 8 punti su 33 disponibili nelle ultime 11 giornate.
Le partenze di Odemwingie, Bodmer e Kader Keita, non adeguatamente rimpiazzati, penalizzarono l'organico della stagione 2007-2008, ma il mercato invernale del 2008 portò a Lilla alcuni rinforzi di valore, grazie ai quali la squadra recuperò dalle iniziali difficoltà, anche se la rimonta non fu sufficiente a centrare la qualificazione europea (settimo posto finale). L'allenatore Puel si accasò al Lione e giunse sulla panchina del Lilla il tecnico Rudi Garcia, ex calciatore del LOSC e reduce dall'esperienza come tecnico del Le Mans. Il quinto posto del 2008-2009 consentì al club di qualificarsi all'Europa League.
La stagione 2009-2010, nonostante un inizio complicato, vide il LOSC ottenere il quarto posto in Ligue 1 e uscire di scena agli ottavi di Europa League contro il Liverpool.

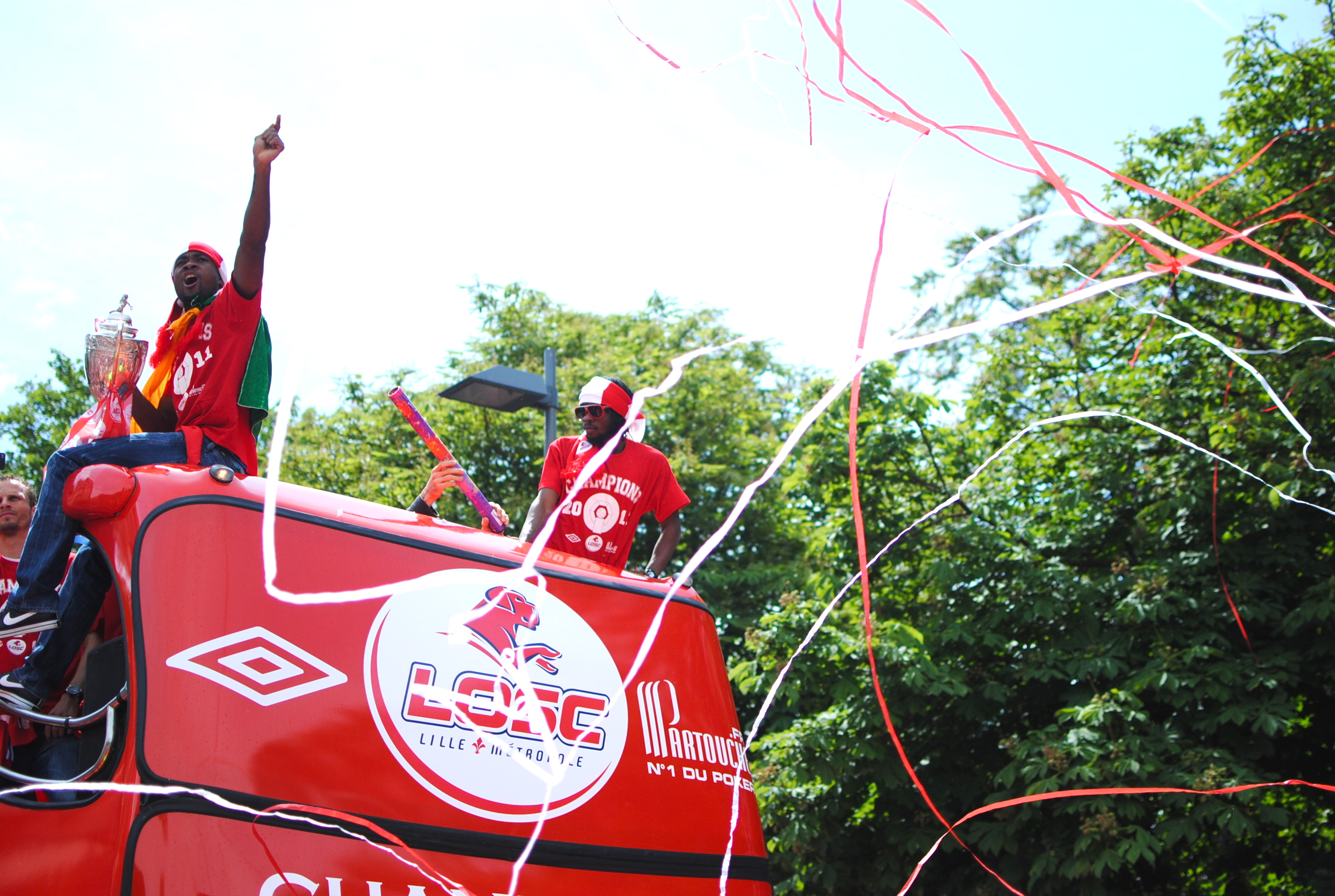
22 maggio 2011: il Lilla è campione di Francia e celebra per le strade della città

La stagione 2010-2011, quella del ritorno in Champions League, fu per il club particolarmente fruttuosa. Il 14 maggio 2011 il Lilla si aggiudicò la sua sesta Coppa di Francia battendo in finale il Paris Saint-Germain allo Stade de France e il 21 maggio vinse anche il campionato di Ligue 1, per la terza volta nella storia del club, con una giornata d'anticipo, pareggiando per 2-2 contro il Paris Saint-Germain e terminando il torneo davanti all'Olympique Marsiglia campione uscente. Per il Lilla si trattò del secondo double della sua storia (il sedicesimo per una squadra francese).

### Nuova crisi (2011-2017)
Persa la Supercoppa di Francia (rocambolesco il 4-5 contro l'Olympique Marsiglia), nella stagione 2011-2012 la squadra tornò a giocare in UEFA Champions League, la massima competizione europea, a tre anni dall'ultima presenza, ma chiuse il proprio girone all'ultimo posto. In campionato chiuse terza.
La stagione 2012-2013 fu segnata da vari cambiamenti, il più importante dei quali fu la costruzione del Grand Stade Lille Métropole, della capienza di oltre 50 000 posti. Il club cambiò nome da LOSC Lille Métropole a LOSC Lille e si dotò di un nuovo logo. In virtù dei risultati degli ultimi anni e della costruzione del nuovo impianto, il LOSC assumeva una dimensione ancora maggiore. Il nuovo stadio fu inaugurato il 17 agosto 2012, in occasione di una partita contro il Nancy valida per la seconda giornata di campionato. Il 21 giugno 2013 lo stadio sarebbe stato intitolato a Pierre Mauroy. Anche in questa stagione terminò all'ultimo posto il girone di UEFA Champions League, mentre in Coppa di Lega si fermò in semifinale. La gestione Garcia giunse al termine alla fine dell'annata.
Passata a René Girard, la squadra ottenne il terzo posto in campionato nel 2013-2014. Nel 2014-2015, dopo essere stata eliminata dal Porto nel preliminare di UEFA Champions League, la squadra uscì nella fase a gruppi dell'Europa League. In Coppa di Lega giunse nuovamente in semifinale.
Nel 2015-2016 il Lilla raggiunse per la prima volta la finale della Coppa di Lega, dove fu battuta dal Paris Saint-Germain.

### La presidenza Lopez e il passaggio a Merlyn Advisors (2017-)
Eliminato nei preliminari dell'Europa League dagli azeri del Qəbələ, nel 2016-2017 il Lilla del nuovo allenatore Frédéric Antonetti faticò. Nell'ottobre 2016, dopo quindici anni alla guida del club, Michel Seydoux concluse le negoziazioni con l'uomo d'affari Gérard Lopez, che rilevò il club ufficialmente il 26 gennaio 2017, divenendone il presidente e il socio di maggioranza. Dopo tre sconfitte consecutive in campionato, il tecnico Patrick Collot, subentrato a stagione in corso ad Antonetti, fu a sua volta sostituito da Franck Passi dopo venticinque giornate. Nelle stesse ore fu siglato un accordo con Marcelo Bielsa per la successiva stagione. Il Lilla di Passi concluse il campionato all'undicesimo posto.
La stagione 2017-2018 fu caratterizzata da difficoltà iniziali, che condussero all'esonero di Marcelo Bielsa, con la squadra in penultima posizione in campionato. Al suo posto giunse, alla fine di dicembre 2017, Christophe Galtier. L'annata fu segnata inoltre da vari eventi spiacevoli: durante la trasferta sul campo dell'Amiens il cedimento di una barriera provocò quattro feriti, mentre un blocco del calciomercato in ingresso penalizzò la squadra. La salvezza fu guadagnata alla penultima giornata e il campionato chiuso al diciassettesimo posto.
Guidata dal trio d'attacco Bamba-Ikoné-Pépé e dall'esperto difensore José Fonte, nel 2018-2019 il LOSC ottenne il secondo posto in campionato, ritrovando così la UEFA Champions League dopo sette anni. L'ottima stagione fu impreziosita dalla vittoria per 5-1 ottenuta contro il PSG futuro campione di Francia allo stadio Pierre Mauroy alla 32ª giornata. Galtier fu nominato migliore allenatore del campionato, Mike Maignan miglior portiere e Loïc Rémy autore del miglior gol della stagione di Ligue 1.
Nell'estate del 2019, durante la quale il club francese realizzò vendite per 160 milioni di euro (tra cui la cessione di Rafael Leão al Milan), il trasferimento di Pépé all'Arsenal per 80 milioni di euro fu un record nella storia del LOSC e il secondo affare più costoso nella storia della Ligue 1. La stagione 2019-2020, segnata dalla pandemia di COVID-19, si chiuse con il quarto posto in Ligue 1, mentre il cammino in UEFA Champions League si era arrestato a causa dell'ultimo posto nel girone (un solo punto in sei partite).
Nel dicembre 2020, in seguito alle pressioni di Elliott Management, creditore di oltre 120 milioni di euro nei confronti del club, fu completata l'operazione per la cessione del Lilla da Gérard Lopez alla società Merlyn Advisors, fondo di investimento lussemburghese. La presidenza passò dunque a Olivier Létang. Nella stagione 2020-2021 il Lilla, a distanza di dieci anni dall'ultima affermazione, si aggiudicò il titolo nazionale all'ultima giornata di campionato, imponendosi, sotto la guida di Galtier, sul favorito Paris Saint-Germain. Due giorni dopo il successo, Galtier lasciò la squadra e fu sostituito da Jocelyn Gourvennec, che nell'estate 2021 vinse, per la prima volta nella storia del club, la Supercoppa di Francia, battendo per 1-0 il Paris Saint-Germain allo stadio Bloomfield di Tel Aviv, in Israele. Tuttavia la stagione si rivelò deludente, essendosi conclusa con il decimo posto da campione in carica e con un ottavo di finale di UEFA Champions League perso contro il Chelsea.
Andò meglio la stagione 2022-2023 con l'approdo in panchina di Paulo Fonseca, che portò il Lille al quinto posto e al ritorno in una competizione europea, la Conference League. Nell'annata seguente Fonseca condusse i suoi al quarto posto, che valse il ritorno in UEFA Champions League, dove il Lilla del nuovo tecnico Bruno Génésio ottenne nella fase campionato risultati di grande prestigio come le vittorie contro Real Madrid e Atlético Madrid, prima di uscire agli ottavi di finale.

## Colori e simboli

### Colori
Nata dalla fusione di Olympique Lillois e Fives, il Lille ha sempre adottato i principali elementi caratterizzanti i due precedenti sodalizi. La prima divisa casalinga fu composta per lo più da una casacca bianca con una V rossa sul petto e da calzoncini e calzettoni blu; il bianco e il rosso furono i colori dell'Olympique Lillois, mentre la V e il colore blu caratterizzavano le divise del Fives. La maglia rimase sostanzialmente la stessa nei decenni successivi, a differenza della V che scomparse a seconda del fornitore tecnico. Dal 1999, con l'avvento della Nike, furono invertiti i principali colori sulla divise; il rosso divenne la tonalità predominante, mentre il bianco si limitò ai richiami.
La terza divisa del club è generalmente utilizzata per le coppe europee, ma anche nel caso in cui le divise della formazione avversaria siano simili alle prime due del Lille. Fu blu nei primi anni duemila, mentre successivamente si prese ispirazione dai colori delle Fiandre, ovvero il giallo e il nero; il colore giallo, dunque, fu usato per la Champions League 2006-2007, mentre il nero e l'oro per l'Europa League 2009-2010 e Europa League 2010-2011. Nonostante la presenza di una terza divisa nella stagione 2011-2012, i dogues preferirono la seconda divisa, classicamente bianca, per i match esterni in Champions League. Durante la stagione 2014-2015, la seconda e la terza divisa vennero invertite; la casacca da trasferta è dunque gialla con richiami neri, mentre la terza divisa è bianca con richiami rossi.

### Simboli ufficiali

#### Stemma

Stemma in uso dal 1944 al 1946
Stemma in uso dal 1946 al 1955
Stemma in uso dal 2002 al 2012
Stemma in uso dal 2012 al 2018
Stemma in uso dal 2018

## Strutture

### Stadio

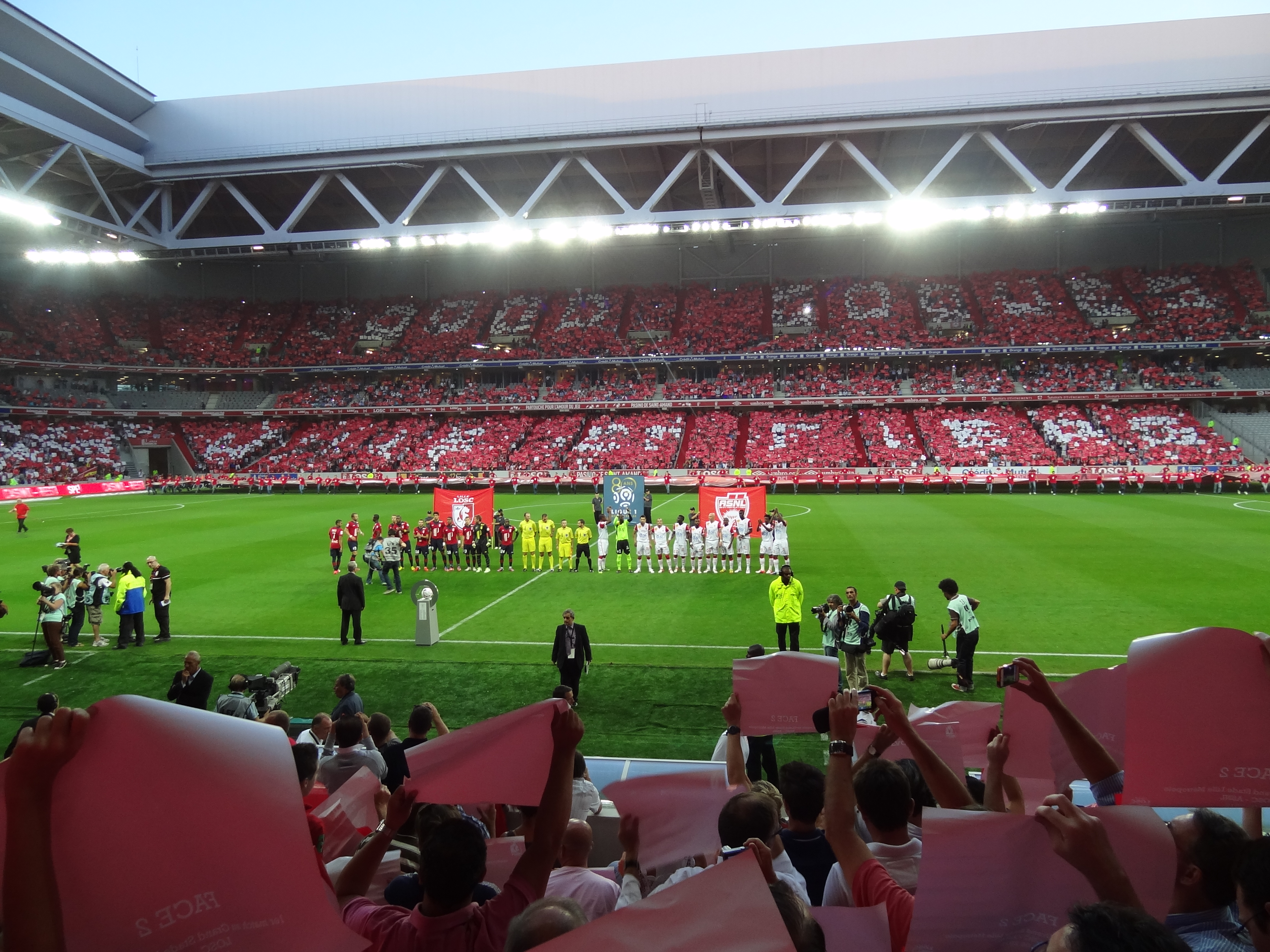
Lo stadio Pierre Mauroy.

Dal 2012 il Lilla disputa le partite casalinghe allo stadio Pierre Mauroy, che si trova a Villeneuve-d'Ascq, cittadina poco distante da Lilla.
L'impianto è stato intitolato a Pierre Mauroy, ex sindaco di Lilla ed ex primo ministro francese, e può contenere 50 186 spettatori; ha ospitato anche sei partite del campionato d'Europa 2016.
Dal 2004 al 2012 la squadra ha giocato allo Stadium Lille Métropole, capace di 18 185 spettatori; questo aveva a sua volta sostituito lo stadio Grimonprez Jooris, utilizzato dal 1975 al 2004. Il primo terreno di gioco era stato invece, fino al 1974, lo stadio Henri Jooris, poi demolito, che aveva anche ospitato una gara del campionato del mondo 1938.

## Società

### Sponsor
| Cronologia degli sponsor tecnici - 1970-1975 Le Coq sportif - 1975-1979 KoPa - 1979-1988 Puma - 1988-1990 Duarig - 1990-1992 Constri-foot - 1992-1993 Lotto - 1993-1995 ABM - 1995-1996 adidas - 1996-1999 Reebok - 1999-2001 Nike - 2001-2006 Kipsta - 2006-2008 Airness - 2008-2010 Canterbury - 2010-2013 Umbro - 2013-2016 Nike - 2016- New Balance |

## Allenatori e presidenti
Di seguito gli allenatori e i presidenti della storia del Lille.
- 1944-1946  Georges Berry
- 1946-1958  André Cheuva
- 1958-1959  André Cheuva
 Jacques Delepaut
 Jules Vandooren
- 1959-1961  Jules Vandooren
- 1961-1962  Jean Baratte

 Jean Van Gool
- 1962-1963  Guy Poitevin
- 1963-1965  Jules Bigot
- 1965-1966  Jules Bigot
 Jean-Charles Van Gool
- 1966-1969  Daniel Langrand
- 1969-1970  Joseph Jedrejak
- 1970-1973  René Gardien
- 1973-1976  Georges Peyroche
- 1976-1977  Georges Peyroche
 Charles Samoy
- 1977-1982  José Arribas
- 1982-1984  Arnaud Dos Santos
- 1984-1989  Georges Heylens
- 1989-1991  Jacques Santini
- 1991-1992  Jacques Santini e  Milan Đuričić

 Jacques Santini
- 1992-1993  Bruno Metsu
 Henryk Kasperczak
- 1993-1994  Pierre Mankowski
- 1994-1995  Jean Fernandez
- 1995-1996  Jean Fernandez
 Jean-Michel Cavalli
- 1996-1997  Jean-Michel Cavalli
 Hervé Gauthier e  Charles Samoy
 Thierry Froger
- 1997-1998  Thierry Froger
- 1998-1999  Thierry Froger
 Vahid Halilhodžić
- 1999-2001  Vahid Halilhodžić
- 2001-2002  Vahid Halilhodžić
 Bruno Baronchelli
 Vahid Halilhodžić
- 2002-2008  Claude Puel
- 2008-2013  Rudi Garcia
- 2013-2015  René Girard
- 2015-2016  Hervé Renard
 Patrick Collot
 Frédéric Antonetti
- 2016-2017  Frédéric Antonetti
 Patrick Collot
 Franck Passi
- 2017-2018  Marcelo Bielsa
 João Sacramento
 Christophe Galtier
- 2018-2021 Christophe Galtier
- 2021-2022  Jocelyn Gourvennec
- 2022-2024  Paulo Fonseca
- 2024-  Bruno Génésio

- 1944-1959  Louis Henno
- 1959-1962  Pierre Kles
- 1962-1966  Jean Denis
- 1966-1970  Robert Barbieux
- 1970-1973  Max Pommerolle
- 1973-1977  Paul-Mary Delannoy
- 1977-1980  Jacques Amyot e  Roger Deschodt
- 1980-1990  Jacques Dewailly
- 1990-1991  Pierre Balay e  Guy Lefort
- 1991  Claude Guedj
- 1991-1993  Paul Besson
- 1993-1994  Marc Devaux
- 1994-2000  Bernard Lecomte
- 2000-2001  Luc Dayan
- 2001-2002  Francis Graille
- 2002-2017  Michel Seydoux
- 2017-2020   Gérard Lopez
- 2020-  Olivier Létang

## Calciatori

### Contributo alle nazionali
Di seguito i calciatori del Lille convocati nella nazionale francese, con relativo numero di convocazioni, periodo e convocazioni totali.
| Calciatore      | Convocazioni | Periodo   | Conv. totali |
| --------------- | ------------ | --------- | ------------ |
| Jules Bigot     | 2            | 1944-1945 | 6            |
| Jean Baratte    | 32           | 1944-1952 | 32           |
| Julien Darui    | 2            | 1945      | 25           |
| René Bihel      | 5            | 1945-1946 | 6            |
| Bolek Tempowski | 1            | 1947      | 1            |
| Joseph Jadrejak | 3            | 1947      | 3            |
| Roger Carré     | 2            | 1947-1949 | 2            |
| Jean Lechantre  | 3            | 1947-1949 | 3            |
| Roger Vandooren | 3            | 1949      | 4            |
| Maik Walter     | 2            | 1949-1950 | 2            |
| André Strappe   | 23           | 1949-1954 | 23           |
| Albert Dubreucq | 1            | 1952      | 1            |

| Calciatore          | Convocazioni | Periodo   | Conv. totali |
| ------------------- | ------------ | --------- | ------------ |
| César Ruminski      | 7            | 1952-1954 | 7            |
| Jean Vincent        | 12           | 1953-1956 | 46           |
| Antoine Pazur       | 1            | 1953      | 1            |
| Robert Lemaître     | 2            | 1953      | 2            |
| Guillaume Bieganski | 4            | 1953-1955 | 9            |
| Yvon Douis          | 8            | 1957-1958 | 20           |
| Marcel Adamczyk     | 1            | 1963      | 1            |
| André Guy           | 1            | 1967      | 8            |
| Christian Coste     | 5            | 1974-1975 | 5            |
| Patrick Parizon     | 3            | 1975      | 3            |
| Pierre Pleimelding  | 1            | 1978      | 1            |
| Philippe Bergerôo   | 2            | 1979-1980 | 3            |

| Calciatore        | Convocazioni | Periodo   | Conv. totali |
| ----------------- | ------------ | --------- | ------------ |
| Adil Rami         | 11           | 2010-2011 | 26           |
| Yohan Cabaye      | 4            | 2010-2011 | 39           |
| Mathieu Debuchy   | 13           | 2011-2012 | 26           |
| Rio Mavuba        | 7            | 2012-2014 | 13           |
| Marvin Martin     | 1            | 2012      | 15           |
| Dimitri Payet     | 2            | 2013      | 15           |
| Sébastien Corchia | 1            | 2016      | 1            |
| Jonathan Ikoné    | 4            | 2019      | 4            |
| Mike Maignan      | 1            | 2020      | 3            |
| Totale            | 170          | 1944-2020 | 399          |

### Vincitori di titoli
Campioni d'Europa
Di seguito l'elenco dei giocatori che hanno vinto il campionato europeo di calcio durante il periodo di militanza al Lille:
- Éder (Francia 2016)

## Palmarès

### Competizioni nazionali
- Campionato francese: 4

1945-1946, 1953-1954, 2010-2011, 2020-2021
- Coppa di Francia: 6

1945-1946, 1946-1947, 1947-1948, 1952-1953, 1954-1955, 2010-2011
- Supercoppa francese: 1

2021
- Campionato francese di seconda divisione: 4

1963-1964, 1973-1974 (girone A), 1977-1978 (girone B), 1999-2000

### Competizioni internazionali
- Coppa Intertoto UEFA: 1  (record francese a pari merito con Bordeaux, Strasburgo, Guingamp, Auxerre, Bastia, Lione, Montpellier, Paris Saint-Germain, Troyes, Marsiglia e Lens)

2004
- Coppa Intertoto: 1

1967

### Competizioni giovanili
- Coppa Gambardella: 1

1960
- Championnat National U17: 1

1996-1997

### Altri piazzamenti
- Campionato francese:

Secondo posto: 1947-1948, 1948-1949, 1949-1950, 1950-1951, 2004-2005, 2018-2019
Terzo posto: 1951-1952, 2000-2001, 2005-2006, 2011-2012, 2013-2014
- Coppa di Francia:

Finalista: 1938-1939, 1944-1945, 1948-1949
Semifinalista: 1951-1952, 1982-1983, 1984-1985
- Coppa di Lega francese:

Finalista: 2015-2016
Semifinalista: 2012-2013, 2014-2015, 2019-2020
- Supercoppa francese:

Finalista: 1955, 2011
- Coppa Charles Drago:

Finalista: 1954, 1956
- Campionato francese di seconda divisione:

Terzo posto: 1956-1957, 1972-1973 (girone A)
- Coppa Intertoto UEFA:

Finalista: 2002
- Coppa Latina

Finalista: 1951

## Statistiche e record

### Partecipazione ai campionati
| Livello | Categoria                     | Partecipazioni | Debutto   | Ultima stagione | Totale |
| ------- | ----------------------------- | -------------- | --------- | --------------- | ------ |
| 1º      | Division 1                    | 43             | 1945-1946 | 2001-2002       | 66     |
| 1º      | Ligue 1                       | 23             | 2002-2003 | 2025-2026       | 66     |
| 2º      | Division 2                    | 14             | 1956-1957 | 1999-2000       | 14     |
| 3º      | Championnat de France amateur | 1              | 1969-1970 | 1969-1970       | 1      |

### Partecipazione alle coppe
| Competizione          | Partecipazioni | Debutto   | Ultima stagione | Totale |
| --------------------- | -------------- | --------- | --------------- | ------ |
| Coppa di Francia      | 82             | 1944-1945 | 2025-2026       | 82     |
| Coupe de la Ligue     | 26             | 1994-1995 | 2019-2020       | 26     |
| Supercoppa di Francia | 3              | 1955      | 2021            | 3      |

### Partecipazione ai tornei internazionali
| Competizione                  | Partecipazioni | Debutto   | Ultima stagione | Totale |
| ----------------------------- | -------------- | --------- | --------------- | ------ |
| UEFA Champions League         | 8              | 2001-2002 | 2024-2025       | 8      |
| Coppa UEFA                    | 3              | 2001-2002 | 2005-2006       | 9      |
| UEFA Europa League            | 6              | 2009-2010 | 2025-2026       | 9      |
| UEFA Europa Conference League | 1              | 2023-2024 | 2023-2024       | 1      |
| Coppa Intertoto UEFA          | 2              | 2002      | 2004            | 2      |
| Coppa Latina                  | 1              | 1951      | 1951            | 1      |

### Statistiche di squadra
La più larga vittoria ottenuta dal Lilla risale al 6 gennaio 2024, quando, in una partita casalinga valida per i trentaduesimi di finale della coppa di Francia, la squadra vinse per 12-0 contro il Golden Lion. La più larga vittoria del Lilla in trasferta risale, invece, al 26 settembre 1948, quando la squadra vinse per 6-0 in casa dello Strasburgo. La più larga sconfitta del Lilla in casa risale al 27 agosto 1958, quando il club perse per 1-6 contro il RC France, mentre la più larga sconfitta in trasferta risale al 14 maggio 1970, quando la squadra perse per 7-0 sul campo del Lens in una gara valida per il campionato dilettanti. Nei campionati professionistici, la più larga sconfitta del Lilla risale al 18 settembre 1955, in occasione della partita persa per 7-1 contro il Nizza in trasferta.
La più lunga striscia di vittorie consecutive del Lilla in campionato risale al periodo a cavallo delle stagioni 1948-1949 (4 partite) e 1949-1950 (7 partite), per un totale di 11 vittorie di fila. La serie più lunga di partite consecutive senza sconfitte è di 25 incontri (21 vittorie e 4 pareggi) e si è registrata nella stagione 1973-1974 in seconda divisione, con il Lilla che poi vinse il campionato.
A livello internazionale la miglior vittoria è per 5-1, ottenuta contro lo Sparta Praga nella fase a gironi della UEFA Europa League 2009-2010, mentre le peggiori sconfitte sono il 5-0 subito contro il Milan nella finale della Coppa Latina 1951 e il 6-1 subito contro il Bayern Monaco nella fase a gironi della UEFA Champions League 2012-2013.

### Statistiche individuali
Il giocatore con più presenze nelle competizioni europee è Grégory Tafforeau a quota 42, mentre il miglior marcatore è Matt Moussilou con 9 gol.
| Record di presenze - 433 Marceau Sommerlinck (1945-1957) - 370 Rio Mavuba (2008-2017) - 368 André Strappe (1948-1958) - 323 Florent Balmont (2008-2016) - 317 Franck Béria (2007-2017) - 301 Mathieu Debuchy (2003-2013) - 289 Grégory Tafforeau (2001-2009) - 288 Jean Baratte (1944-1953, 1956-1957) - 288 Bernard Stakowiak (1958-1969) - 281 Philippe Périlleux (1984-1991, 1995-1996) | Record di reti - 174 Jean Baratte (1944-1953, 1956-1957) - 135 André Strappe (1948-1958) - 109 Jonathan David (2020-2025) - 96 Gérard Bourbotte (1952-1957, 1963-1968) - 81 Jean Lechantre (1944-1952) - 81 Bernard Lefèvre (1949-1956, 1962-1964) - 81 Bolek Tempowski (1945-1951) - 77 Pierre Pleimelding (1977-1981) - 76 Fernand Devlaminck (1956-1959) - 74 René Bihel (1944-1946) - 74 Yvon Douis (1953-1959) |

## Tifoseria

Le rivalità.

La rivalità col Lens dà vita al derby du Nord.

## Organico

### Rosa 2025-2026
Rosa e numerazione aggiornate al 16 agosto 2025.
| N. |                     | Ruolo | Calciatore             |
| -- | ------------------- | ----- | ---------------------- |
| 1  | Turchia (bandiera)  | P     | Berke Özer             |
| 2  | Algeria (bandiera)  | D     | Aïssa Mandi            |
| 3  | Belgio (bandiera)   | D     | Nathan Ngoy            |
| 4  | Brasile (bandiera)  | D     | Alexsandro             |
| 6  | Algeria (bandiera)  | C     | Nabil Bentaleb         |
| 7  | Spagna (bandiera)   | C     | Matias Fernandez-Pardo |
| 8  | Francia (bandiera)  | C     | Ethan Mbappé           |
| 9  | Francia (bandiera)  | A     | Olivier Giroud         |
| 10 | Islanda (bandiera)  | C     | Hákon Arnar Haraldsson |
| 11 | Norvegia (bandiera) | A     | Osame Sahraoui         |
| 12 | Belgio (bandiera)   | D     | Thomas Meunier         |
| 14 | Norvegia (bandiera) | D     | Marius Broholm         |
| 15 | Francia (bandiera)  | D     | Romain Perraud         |

| N. |                         | Ruolo | Calciatore                |
| -- | ----------------------- | ----- | ------------------------- |
| 16 | Francia (bandiera)      | P     | Marc-Aurèle Caillard      |
| 17 | RD del Congo (bandiera) | C     | Ngal'ayel Mukau           |
| 21 | Francia (bandiera)      | C     | Benjamin André (capitano) |
| 22 | Portogallo (bandiera)   | D     | Tiago Santos              |
| 23 | Kosovo (bandiera)       | A     | Edon Zhegrova             |
| 26 | Portogallo (bandiera)   | C     | André Gomes               |
| 27 | Portogallo (bandiera)   | A     | Félix Correia             |
| 28 | Francia (bandiera)      | C     | Ugo Raghouber             |
| 32 | Francia (bandiera)      | C     | Ayyoub Bouaddi            |
| 36 | Francia (bandiera)      | D     | Ousmane Touré             |
|    | Belgio (bandiera)       | P     | Arnaud Bodart             |

### Staff tecnico
- Bruno Génésio - Allenatore
- Jérémie Bréchet - Allenatore in seconda
- Nicolas Dehon - Allenatore dei portieri
- Stéphane Caterina - Preparatore atletico